# Jacques Lemans Golfclub St.Veit-Längsee
De Jacques Lemans Golfclub St.Veit-Längsee is een golfclub in de deelstaat Karinthië (Duits: Kärnten) in Zuid-Oostenrijk. De golfclub ligt ongeveer 30km ten noorden van Klagenfurt, de dichtstbijzijnde stad is Sankt Veit an der Glan.
De club heeft een 18 holesbaan die op een hoogt van 630 meter in de heuvels ligt en een mooi uitzicht heeft op de Längsee. De baan zelf heeft ook een meertje. Hole 8, een par 3, heeft daarin een eilandgreen. Op de golfschool wordt les gegeven door PGA professionals Peter Scott en Raife Hutt.
Op deze baan wordt de 5de editie van het Kärnten Golf Open van de Europese Challenge Tour gespeeld.
Zie ook de Lijst van golfbanen in Oostenrijk.